# 宇都宮大学陽東キャンパス停留場
宇都宮大学陽東キャンパス停留場（うつのみやだいがくようとうキャンパスていりゅうじょう）は、栃木県宇都宮市陽東5丁目にある宇都宮ライトレール宇都宮芳賀ライトレール線の停留場。
本項では、当停留場に併設している交通結節点「宇都宮大学陽東キャンパストランジットセンター」についても解説する。

## 概要
栃木県道64号宇都宮向田線と、宇都宮市道5200号線・1726号線との交差点に併設される形で建設される。交通結節点（トランジットセンター）も当停留場に併設し配置している（後述）。
仮称は「ベルモール前」であったが、停留場の命名基準である「特定の個人名、法人名、団体名は避ける」という基準に合致しなかったため候補から外れている。なお、ベルモールは副停留場名称の命名権を購入し、仮称であった「ベルモール前」を副停留場名称として付与している。

## 歴史
- 2021年（令和3年）4月23日：停留場名決定[8]。
- 2023年（令和5年）8月26日：開業[3][4]。

## 停留場構造

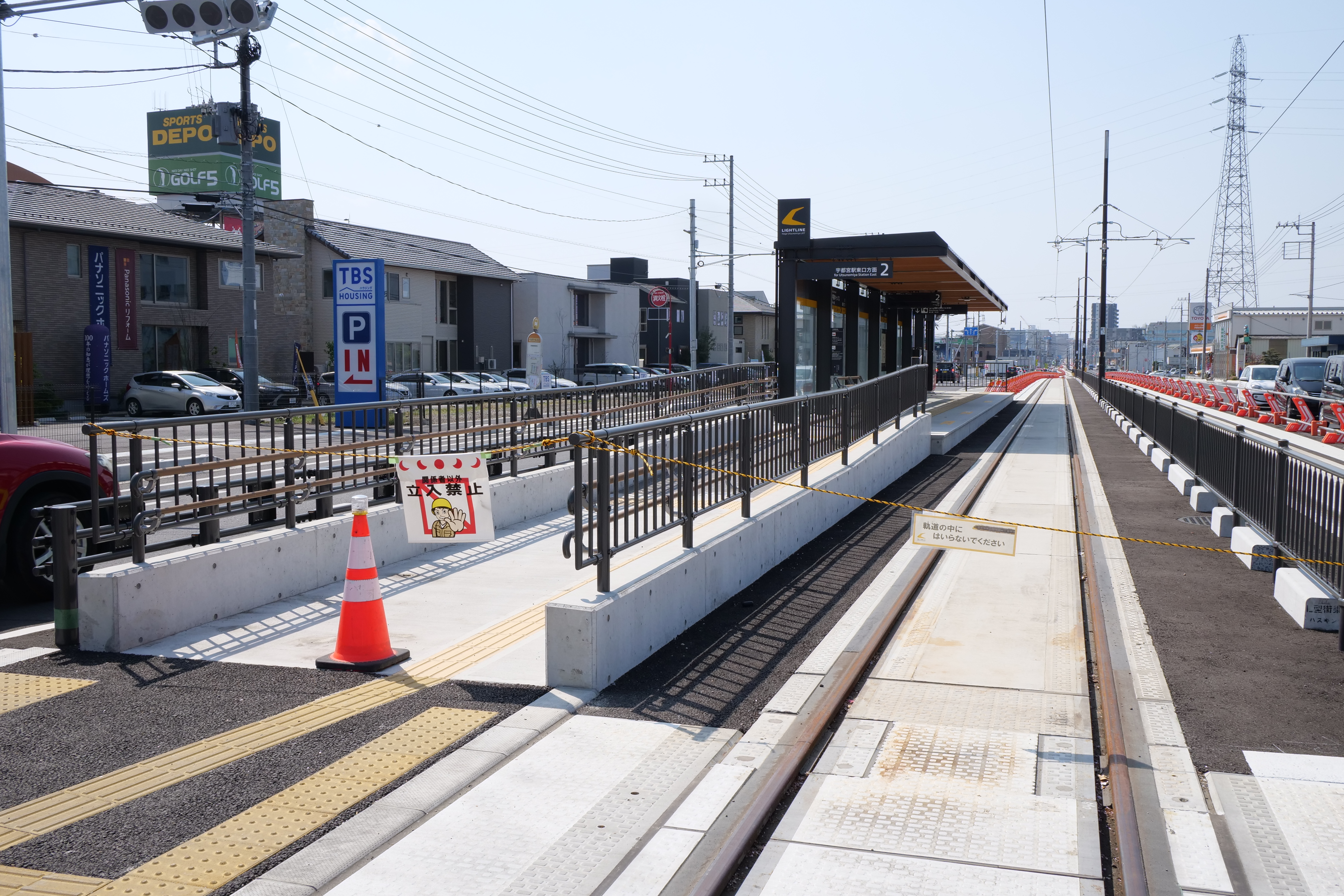
2番線ホーム（開業前、2023年4月）

千鳥式ホーム2面2線で、交差点の東側に芳賀・高根沢工業団地方面のプラットホームを、西側に宇都宮駅東口方面のプラットホームを配置している。プラットホームの幅は3.28 mで、他の対面式・千鳥式プラットホームを採用している停留場（標準は2.2 m）よりやや広くとっている。
停留場の設備として、観光や交通情報を提供する多機能型デジタルサイネージ「コレオ・タッチ」（下野新聞社が運営）が整備されている。

### のりば
| 番線 | 路線          | 方向 | 行先                     |
| ---- | ------------- | ---- | ------------------------ |
| 1    | ■ライトライン | 下り | 芳賀・高根沢工業団地方面 |
| 2    | ■ライトライン | 上り | 宇都宮駅東口方面         |

## 利用状況
- 2024年2月時点での1日平均乗降人員は平日約2,400人・休日約4,100人である[12]。
- 2024年（令和6年）11月第2週の1日平均乗降人員は平日約3,100人・休日約3,710人である[13]。

## 宇都宮大学陽東キャンパストランジットセンター
大規模商業施設であるベルモールにはバスターミナルやタクシープール、地域内交通乗降場が併設されており、それらに加えベルモールイーストサイド付近にある「ベルモール入口」バス停を拡張し、LRTと連携させ交通結節点「宇都宮大学陽東キャンパストランジットセンター（宇都宮大学陽東キャンパスTC）」として機能させている。

### 接続バス路線
宇都宮大学陽東キャンパスTCでは関東自動車東野平出営業所が受け持つフィーダーバス路線と宇都宮市の地域内交通に接続している。なお、ベルモールへは宇都宮芳賀ライトレール線の開業まで、JRバス関東の路線も乗り入れていたが、開業を機に廃止されている。バス停留所名はTCに併設されてあるものが「ベルモール入口」、ベルモールのバス乗り場にあるものが「ベルモール」となっており、それぞれLRTと連絡している。
JR宇都宮駅・鐺山方面
- 宇都宮駅東口〜宇大〜ベルモール線
  - ベルモール - （国道123号〈水戸街道〉） - 宇大前 - 平松町 - 宿郷五丁目 - JR宇都宮駅東口
- 関東自動車益子線
  - 宇都宮東武 - 馬場町 - 宇都宮駅西口 - 宮の橋南 - 宇大前 - ベルモール - 岡新田 - 鐺山十字路 - 橋場 - 七井駅前 - 益子駅前
- 関東自動車真岡線
  - 宇都宮東武 - 馬場町 - 宇都宮駅西口 - 宮の橋南 - 宇大前 - ベルモール - 岡新田 - 鐺山十字路 - 石法寺 - 真岡駅前 - 真岡営業所（石法寺経由便）
- 関東自動車西原車庫〜ベルモール線
  - 西原車庫 - 宇都宮東武 - 馬場町 - 宇都宮駅西口 - 宮の橋南 - 宇大前 - ベルモール

宇都宮（平出）工業団地方面
- ベルモール〜岡本駅東口線 
  - ベルモール - ベルモール入口 - （産業通り） - 平出工業団地 - 御幸交番前（国道4号） - 岡本駅東口
- 平出・ベルモール東循環線
  - ベルモール - ベルモール入口 - （産業通り） - 滝団地前 - （平出街道） - 平出駐在所前（県道158号〈辰街道〉） - 平石小学校前 - （国道123号） - 岡新田 - ベルモール

地域内交通
- 「ぐるっと石井号」- 地域住民と市により運営される、石井地区を循環するコミュニティバス。だれでも利用できる。

なお、地域連携ICカード「totra」を使ってLRT・路線バス（関東自動車）を乗り継ぐと、2乗車目の公共交通の運賃から大人100円・小児50円が、地域内交通と乗り継ぐと大人200円・小児100円が割引される乗り継ぎ割引制度がある。

## 停留場周辺
住宅地が大きく広がるが、南側には大型商業施設と大学キャンパスがある。北側には技術専門校があり、それを抜けると宇都宮工業団地に至るが、工業団地は停留場からやや離れた所にある。
- ベルモール
- 宇都宮大学 陽東キャンパス
- 栃木県立県央産業技術専門校 - 公共職業能力開発施設
- 宇都宮市立陽東小学校
- 足利銀行 宇都宮東支店・峰町支店・駅東口出張所・問屋町出張所[18]
- 栃木銀行 陽東桜が丘支店・峰町出張所[19]
- 陽東さくら通り
- 産業通り
- 柳田街道

## 隣の停留場
宇都宮ライトレール
■宇都宮芳賀ライトレール線
快速（平日朝下りのみ運転）
宇都宮駅東口停留場 (01) → 宇都宮大学陽東キャンパス停留場 (06) → 平石停留場 (07)
各停
陽東3丁目停留場 (05) - 宇都宮大学陽東キャンパス停留場 (06) - 平石停留場 (07)